# Évrard d'Ypres
Pour les articles homonymes, voir Ypres (homonymie).
Évrard d'Ypres (né à Ypres vers 1120) est un moine cistercien et théologien du XIIe siècle. 

## Biographie
Étudiant de Gilbert de la Porrée à Chartres et à Paris, il le suit à Poitiers en lorsqu'il en devient évêque, en 1142. 

## Œuvres
- Témoin et commentateur de la dispute entre son maître et Bernard de Clairvaux[3], il résume les idées de Gilbert dans son Dialogus Ratii et Everardi écrit entre 1191 et 1198[4].
- On lui attribue également le traité canonique (sous forme de dialogue) Summula decretalium quaestionum[5],[4], bien que cette attribution soit contestée[6].